# Christelijke Gereformeerde Kerk (Poederoijen)
De Christelijke Gereformeerde Kerk is een kerkgebouw aan de Maasdijk 60 te Poederoijen in de Nederlandse provincie Gelderland.

## Geschiedenis
Dit zeer sobere kerkje is een typische schuurkerk, die aan de rondbogige vensters herkenbaar is als  kerkgebouw. Het gebouw werd in 1835 gesticht door de afgescheiden gemeente. In 1892 ging deze op in de Gereformeerde Kerken in Nederland. Nadat in 1942 de voormalige hulpprediker Cornelis Steenblok vanuit de Gereformeerde Kerken was overgestapt naar de Gereformeerde Gemeenten, verliet in 1943 ook de gemeente te Poederoijen het kerkverband. Zij sloot zich echter niet aan bij de Gereformeerde Gemeenten, maar bij de Christelijke Gereformeerde Kerk. Van 2004-2009 bood de kerk tevens onderdak aan de Hersteld Hervormde gemeente, welke in 2009 de beschikking kreeg over een eigen kerkgebouw.